# ナイアガラカレッジ
ナイアガラカレッジ

| 大学設立     | 1967年：ナイアガラカレッジ |  |  |
| 学校種別     | 公立 |  |  |
| 学長         | Dr. Dan Patterson |  |  |
| 本部所在地   | カナダ オンタリオ州 |  |  |
| キャンパス   | ウェランド ナイアガラ・オン・ザ・レイク メイド・オブ・ザ・ミスト |  |  |
| 学部         | 総合政策学部 ビジネス学部 人間スポーツ学部 地域学部 コンピューター学部 工学部 電子工学部 環境学部 教養学部 健康学部 園芸学部 ホスピタリティー&観光学部 メディア&デザイン学部 調理学部 |  |  |
| 大学院       | ビジネス科 幼児教育学科 観光学科 環境学科 ワイン学科 |  |  |
| ウェブサイト | ナイアガラカレッジ公式サイト |  |  |

ナイアガラカレッジ（英語名称:Niagara College）は、カナダオンタリオ州にある公立短大である。一部の専門で4年間のコースもある。
| サブスタブ | この項目は、まだ閲覧者の調べものの参照としては役立たない、書きかけの項目です。この項目を加筆・訂正などしてくださる協力者を求めています。このテンプレートは分野別のサブスタブテンプレートやスタブテンプレート（Wikipedia:分野別のスタブテンプレート参照）に変更することが望まれています。 |